# Русенешть (комуна)
Русенешть, Русенешті (рум. Rusănești) — комуна у повіті Олт в Румунії. До складу комуни входять такі села (дані про населення за 2002 рік):
- Жієнь (1393 особи)
- Русенешть (3558 осіб)

Комуна розташована на відстані 132 км на південний захід від Бухареста, 57 км на південь від Слатіни, 75 км на південний схід від Крайови.

## Населення
За даними перепису населення 2002 року у комуні проживала 4951 особа. Усі жителі комуни рідною мовою назвали румунську.
Національний склад населення комуни:
| Національність | Кількість осіб | Відсоток |
| -------------- | -------------- | -------- |
| румуни         | 4950           | > 99,9%  |
| угорці         | 1              | < 0,1%   |

Склад населення комуни за віросповіданням:
| Релігія       | Кількість осіб | Відсоток |
| ------------- | -------------- | -------- |
| православні   | 4950           | > 99,9%  |
| п'ятдесятники | 1              | < 0,1%   |